# Skórnikowate (owady)
Skórnikowate (Dermestidae) – rodzina owadów z rzędu chrząszczy, podrzędu wielożernych.
Nieduże chrząszcze, zwykle o krępej budowie ciała. Zarówno imago jak i larwa zwykle pokryte włosami lub łuskami. Mają czułki krótkie, buławkowate i krótkie nogi. Głowa wciągnięta pod przedplecze. Na czole zwykle pojedyncze przyoczko.
Odżywiają się pokarmem pochodzenia zwierzęcego, rzadziej roślinnego. Imago może żerować na kwiatach.
W Polsce występują przedstawiciele ok. 10 rodzajów reprezentowanych przez ponad 40 gatunków.
Przedstawiciele tej rodziny bywają szkodnikami zbiorów muzealnych, bibliotecznych i archiwalnych.